# Stenspräckare

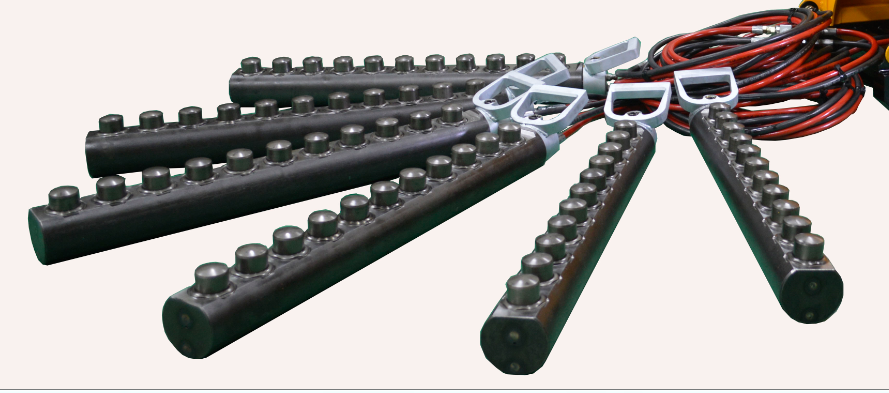
En typ av stenspräckare

Stenspräckare eller bergsspräckare är ett oftast hydrauliskt hjälpmedel för att sönderdela partier och block av stenmaterial till mindre storlekar för att underlätta hantering som till exempel schaktning och bortforsling.
Metoden är ett alternativ till sprängning för att slippa hantering av sprängämnen.
Även spräckarpulver förekommer, men används då oftast för ett mycket litet antal spräckningar vid samma byggnads- eller anläggningsarbete.

## Säkerhet
Berg och stenar kan ofta innehålla inneslutna spänningar, vilka kan utlösa kringflygande stensplitter eller andra sekundära skador i samband med spräckning. Likaså kan det mycket höga hydraultryck som används vålla stora skador om inneslutna spänningar frigörs oplanerat.
Däremot så kan många av de rigorösa säkerhetsåtgärder som krävs vid hantering inför, och i samband med konventionell sprängning undvikas.
De olika regler och bestämmelser med tillhörande utbildningsbehov som berör de olika metoderna har orsakat debatt kring konkurrensfördelar bland de inblandade entreprenadföretagen.